# ميرا ويلسون
ميرا ويلسون (بالإنجليزية: Myra Wilson)‏ هي عَالِمَة حاسوب بريطانية، ولدت في القرن العشرين.